# Yūji Murayama
Yūji Murayama (jap. 村山 友二, Murayama Yūji; * 14. Oktober 1965) ist ein japanischer Badmintonspieler. 

## Karriere
Yūji Murayama gewann bei der japanischen Badmintonmeisterschaft 1990 Bronze im Mixed und Bronze im Doppel. Ein Jahr später gewann er eine weitere Bronzemedaille im Herrendoppel. Bei den nationalen Erwachsenenmeisterschaften war er 1990 erfolgreich.